# Straat van Mackinac
De Straat van Mackinac is de waterverbinding tussen het Michiganmeer en het Huronmeer, twee van de Noord-Amerikaanse Grote Meren. Daarnaast scheidt ze ook het Bovenschiereiland van Michigan van het Benedenschiereiland van Michigan. Verder fungeert de waterengte voornamelijk als een verbindingsweg voor verschepingen tussen de staalbedrijven van Gary in de staat Indiana en de ijzermijnen van de staat Minnesota. Toen er nog geen spoorwegen Chicago bereikten vanuit het oosten, maakte de straat onderdeel uit van een pad voor immigranten die naar het Middenwesten en de Great Plains trokken. De meest nauwe afstand tussen de tegenoverstaande oevers is 8 km, tevens de plek waar de Mackinac-brug de straat overspant. Vóór de brug gebouwd werd, werden er overzetferries ingezet om het oversteken van de straat mogelijk te maken. Vandaag brengen passagiersferries mensen naar Mackinaceiland, waar wagens niet toegelaten zijn. Passagiers kunnen wel een ferry voor wagens nemen naar Bois Blanc-eiland.
De straat beschikt over twee bevolkte eilanden, namelijk Bois Blanc-eiland en Mackinaceiland, en twee onbewoonde eilanden, Round Island en St. Helena Island. Bois Blanc-eiland is met een lengte van 18 km het grootste eiland van de Straat van Mackinac.
De straat is voldoende ondiep en smal waardoor ze in de winter bevroren kan geraken. Scheepvaart wordt wel heel het jaar door mogelijk gemaakt naar de lager gelegen Grote Meren door het gebruik van ijsbrekers.